# Franchi SPAS-15
A Franchi SPAS-15 é uma escopeta de combate calibre 12 de dois modos fabricada pela empresa italiana Luigi Franchi S.P.A.

## Projeto
A arma é baseada na SPAS-12 e possui modos de disparo semiautomático/ação deslizante semelhantes. No modo semiautomático, um pistão a gás aciona um suporte de ferrolho e um ferrolho rotativo. No modo de ação deslizante, os mesmos componentes são acionados deslizando a extremidade dianteira para trás. O modo de ação deslizante é necessário para disparar com segurança munições de baixa pressão (menos letais), como cartuchos de gás lacrimogêneo ou bean bag menos letais. A alternância entre os modos de disparo é feita pressionando um botão acima do punho frontal e deslizando-o ligeiramente para frente ou para trás. O cano é revestido de cromo e possui tubos de estrangulamento aparafusados.
Ao contrário do sua antecessora, a SPAS-15 é alimentada por um carregador de cofre destacável, em vez de um carregador tubular. A arma possui uma coronha fixa de madeira preta ou uma coronha de metal dobrável para o lado. Ambos tinham a mesma trava de segurança do punho da pistola.
Além disso, uma variante somente semiautomática chamada SPAS-16 foi fabricada em pequenos números.
Entre as tropas italianas a arma é conhecida pelo apelido de "La Chiave dell'Incursore" (a chave do comando) porque é usada para destruir fechaduras de portas trancadas.

## Operadores
- Argentina: Usada pelo Grupo Alacrán.[5]
- Brasil: Usada pelo BOPE, 1º BFEsp,[6] PRF[7] e a GRT da Polícia Militar. Também foram adquiridas em números pequenos pela PF em 2002, mas foram retiradas de uso devido a problemas de confiabilidade.[7]
- Índia: Guarda de Segurança Nacional.[8]
- Itália: 2.000 adquiridas em 1999 pelo Exército Italiano.[9] Também usada pelos Carabineiros.[10]
- Israel: Forças especiais israelenses.[11]
- Malásia[12]
- Portugal: Exército Português.[13]

### Operadores não estatais
- Forças Libanesas[14]